# Do You Believe?
Do You Believe? is een Amerikaanse christelijke dramafilm uit 2015 onder regie van Jon Gunn. De hoofdrollen worden vertolkt door een ensemblecast met onder meer Mira Sorvino, Sean Astin, Alexa PenaVega, Delroy Lindo, Ted McGinley, Madison Pettis, Cybill Shepherd en Lee Majors.

## Verhaal
De film vertelt het verhaal van een tiental mensen die elk met hun eigen unieke uitdagingen in het leven geconfronteerd worden en moeten beslissen wat ze over God geloven en wat ze er vervolgens mee gaan doen.

## Rolverdeling
| Acteur              | Personage       |
| ------------------- | --------------- |
| Mira Sorvino        | Samantha        |
| Sean Astin          | Dr. Farell      |
| Alexa PenaVega      | Lacy            |
| Delroy Lindo        | straatpredikant |
| Ted McGinley        | Matthew         |
| Andrea Logan White  | Andrea          |
| Cybill Shepherd     | Teri            |
| Lee Majors          | J.D.            |
| Madison Pettis      | Maggie          |
| Brian Bosworth      | Joe             |
| Joseph Julian Soria | Carlos          |
| Tracy Melchior      | Grace           |
| Valerie Domínguez   | Elena           |

## Release en ontvangst
Do You Believe? werd op 20 maart 2015 in de Amerikaanse bioscopen uitgebracht en bracht in totaal zo'n 14,4 miljoen dollar op aan de kassa. De film kreeg echter overwegend negatieve kritieken van de filmcritici, met een score van 26% op Rotten Tomatoes, gebaseerd op 19 beoordelingen. Metacritic gaf de film een score van 22 op 100, gebaseerd op 6 beoordelingen.